# Monde arabo-musulman
Le monde arabo-musulman désigne proprement l'intersection entre le monde arabe et le monde musulman. L'expression est parfois utilisée en français pour désigner la culture islamique ou dans un sens plus large la civilisation islamique, bien que les musulmans ne soient pas tous arabes.

## L'adjectif arabo-musulman
Le Dictionnaire de l'Académie française ne comporte pas d'entrée pour l'adjectif « arabo-musulman ». Le terme n'est pas défini non plus dans le dictionnaire Le Robert, ni dans le Centre national de ressources textuelles et lexicales. Le Dictionnaire historique de la laïcité en Belgique définit quant à lui le terme comme faisant référence « à la communauté de langue arabe et à la civilisation islamique sans aucune allusion à une religion ».

## Les différents usages de l'expression «monde arabo-musulman»

### Le monde arabo-musulman renvoie à la population musulmane du monde arabe
Pour certains, l'expression renvoie au monde arabe envisagé dans sa composante musulmane, le monde arabe pouvant être défini comme un monde uni par la langue arabe ou comme le monde politique de la ligue arabe. Les Arabo-musulmans se distingueraient ainsi, d'une part, des musulmans non arabes (Turcs, Iraniens, Afghans, Pakistanais, Malaisiens, Indonésiens, Somaliens etc.) et, d'autre part, des Arabes polythéistes, juifs et chrétiens. Sophie Bessis écrit par exemple : « Quand on parle du monde arabo-musulman (en ne faisant pas d’incursion dans le monde musulman non arabe) [...] ». Mark Tessler et Alex Levy qui veulent analyser dans un article les « Attitudes arabo-musulmanes à l'égard d'Israël et du conflit israélo-palestinien », parlent uniquement de « l'attitude des Arabes musulmans à l'égard d'Israël ».

### Le monde arabo-musulman renvoie au monde arabe et à une partie du monde musulman non arabe
Pour d'autres, le monde arabo-musulman renvoie au monde arabe et à une partie du monde musulman non arabe. Cependant, les auteurs ne s'accordent pas sur ces pays non arabes à majorité musulmane qui entreraient dans le monde arabo-musulman.
Selon Marc Crapez, « quoique distincts à plus d’un titre, le monde arabe et le monde musulman se recoupent pour former un « monde arabo-musulman » qui s’étend de l’empire chérifien [le Maroc ] à l’Afghanistan. S’y ajoutent deux entités plus spécifiques, la Turquie et l’Iran, pour former les contours géographiques de l’« aire arabo-musulmane ». En dépit de ses imperfections, cette appellation commode délimite une zone politico-religieuse dominée par l’islam et séparée de l’islam du Sud-Est asiatique comme de celui de l’Afrique subsaharienne ». Cet auteur exclut donc du monde arabo-musulman les plus grands pays à majorité musulmane que sont la Malaisie et l'Indonésie ; il exclut également des pays à majorité musulmane en Afrique noire tels que la Somalie par exemple.
Françoise Micheau comme Marc Crapez exclut l'Afrique subsaharienne de sa définition du monde arabo-musulman. Cependant à la différence de Marc Crapez, elle exclut également l'Anatolie, en Turquie.
À la différence de M. Crapez et de F. Micheau, Malek Chebel considère que l'Asie du Sud, incluant l'Inde, le Népal, le Pakistan, le Sri Lanka sont compris dans le monde arabo-musulman, de même qu'une partie de l'Afrique subsaharienne, plus précisément l'Afrique orientale : « Le monde arabo-musulman s'étend de l'Atlantique, à l'extrême ouest (al-Maghrîb al-Aksâ), jusqu'en Asie méridionale, à l'est, de là, coudoyant au sud et frôlant la zone méditerranéenne au nord, il atteint l'Afrique orientale, la côte swahilie et se jette, grâce à certains enjambements caractéristiques de l'histoire mouvementée de cette « nation », dans les territoires îliens du Pacifique ».
La côte orientale du continent africain connaît une culture originale, la culture swahilie, arabo-musulmane. La langue swahili est construite sur une structure bantoue mais possède « un lexique arabo-persan abondant, dès le Xe siècle ». Cette particularité nait de l'arrivée d'émigrants arabes s'installant et se mélangeant avec la population locale.
Selon Frédéric Barbier, malgré les contacts avec le monde arabe, les espaces du Niger, de l'empire songhaï ou de villes comme Tombouctou sont considérés, au XIIIe siècle, comme « aux marges du monde arabo-musulman ». L'Afrique subsaharienne septentrionale est islamisée, y compris par les Africains eux-mêmes (Haoussas, Peuls, Dioulas...), mais pas arabisée[réf. nécessaire].
Malek Chebel inclut « les Perses, les Turcs ou les Berbères » en raison de la diffusion de l'islam par la langue arabe[citation nécessaire]. L'auteur préfère le terme « arabo-islamique » à « arabo-musulman » pour évoquer l'aspect culturel de ce monde.

### Le monde arabo-musulman comme période
En raison de l'expansion de la langue arabe et de l'Islam à cette époque, le terme arabo-musulman est parfois utilisé pour qualifier l'époque abbasside (750-1258). Pour Robert Mantran, « Il faut y voir un sens restrictif, cherchant à distinguer, involontairement, Arabes et musulmans, alors qu'il n'y a plus en fait qu'une littérature d'expression arabe, même si elle a été parfois l'œuvre de non-Arabes ou de non-musulmans ».